# ازراس هاسراتیان
ازراس هاسراتی هاسراتیان (ارمنی: Էզրաս Հասրաթի Հասրաթյան؛ زادهٔ ۱۸ مهٔ ۱۹۰۳ - درگذشته ۲۴ آوریل ۱۹۸۱) یک فیزیولوژیست عصبی و استاد اهل ارمنستان بود.

## زندگی‌نامه
در ۳۱ مه [سبک قدیمی: ۱۸ مه] ۱۹۰۳ در بورجوکایا (اخلاط) به دنیا آمد و از دانشگاه دولتی ایروان (۱۹۲۶) فارغ‌التحصیل شد. وی عضو مکاتبه‌ای فرهنگستان ملی علوم ارمنستان و  بود. به زبان فرانسوی و زبان ارمنی تسلط دارد. وی همچنین برنده نشان لنین، نشان پرچم سرخ کار، نشان ستاره سرخ، مدال به خاطر پیروزی مقابل آلمان در جنگ بزرگ میهنی (۱۹۴۵–۱۹۴۱) و دانشمند شایسته ارمنستان شوروی () شده است. وی در ۲۴ آوریل ۱۹۸۱ در سن ۷۷ سالگی در مسکو درگذشت و در گورستان کونتسفو به خاک سپرده شد.

## نگارخانه

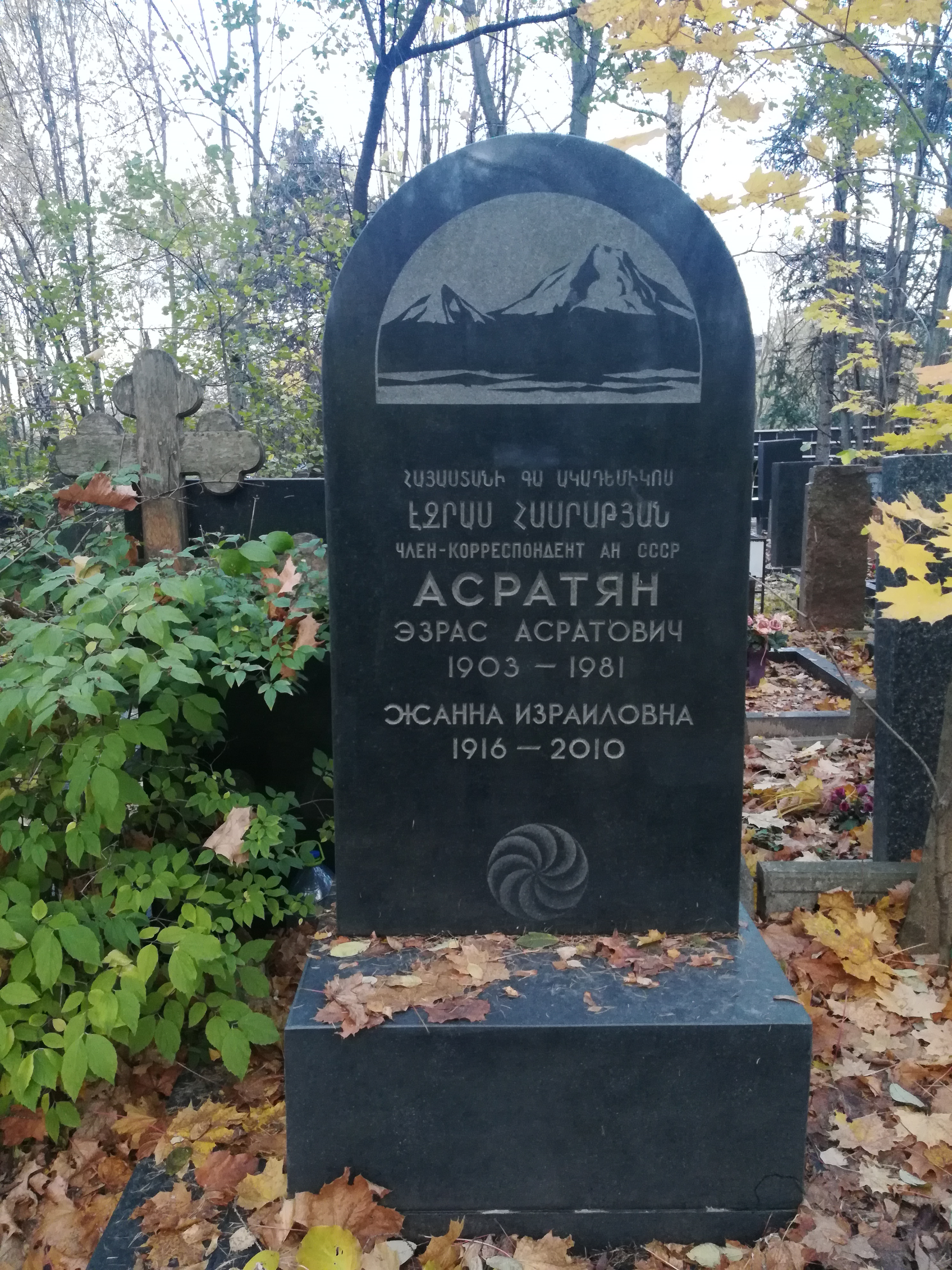

## یادداشت
1. ↑  բժշկական գիտությունների դոկտոր
2. ↑  Ի. Պ. Պավլովի անվան մրցանակ
3. ↑  Ի․ Պավլովի անվան ոսկե մեդալ
4. ↑  ՌԽՖՍՀ Գերագույն խորհրդի նախագահության պատվոգիր
5. ↑  hy:Պ. Ֆ. Լեսգաֆտի անվան բնագիտության ինստիտուտ
6. ↑  hy:Ռուսաստանի Գիտությունների ակադեմիայի Պավլովի անվան ֆիզիոլոգիայի ինստիտուտ
7. ↑  hy:Վ. Բեխտերևի անվ. ուղեղի ինստիտուտ
8. ↑  hy:Գերցենի անվան ռուսական պետական մանկավարժական համալսարան
9. ↑  hy:Տաշքենդի բժշկական համալսարան
10. ↑  en:Institute of Higher Nervous Activity
11. ↑  hy:Ռուսաստանի ազգային հետազոտական բժշկական համալսարան
12. ↑  ԽՍՀՄ գիտությունների ակադեմիա